# Mamanguape (fiume)
Il Mamanguape è un fiume del Brasile che scorre nello Stato del Paraíba.
La sua foce, situata sulla costa atlantica tra i comuni di Rio Tinto e Marcação, ricade all'interno dell'Area di protezione ambientale della Barra do Rio Mamanguape, importante area di preservazione delle mangrovie costiere del Paraiba e sito di riproduzione del lamantino dei Caraibi (Trichechus manatus).